# 大石材城 (南达科他州)
大石材城（英語：Big Stone City），是美国南达科他州下属的一座城市。根据2010年美国人口普查，该市有人口460人。论人口在本州排行第126。